# Mattia De Sciglio
Mattia De Sciglio (Milán, Lombardía, Italia, 20 de octubre de 1992) es un futbolista italiano que juega de defensa en el Empoli F. C. de la Serie A.

## Trayectoria

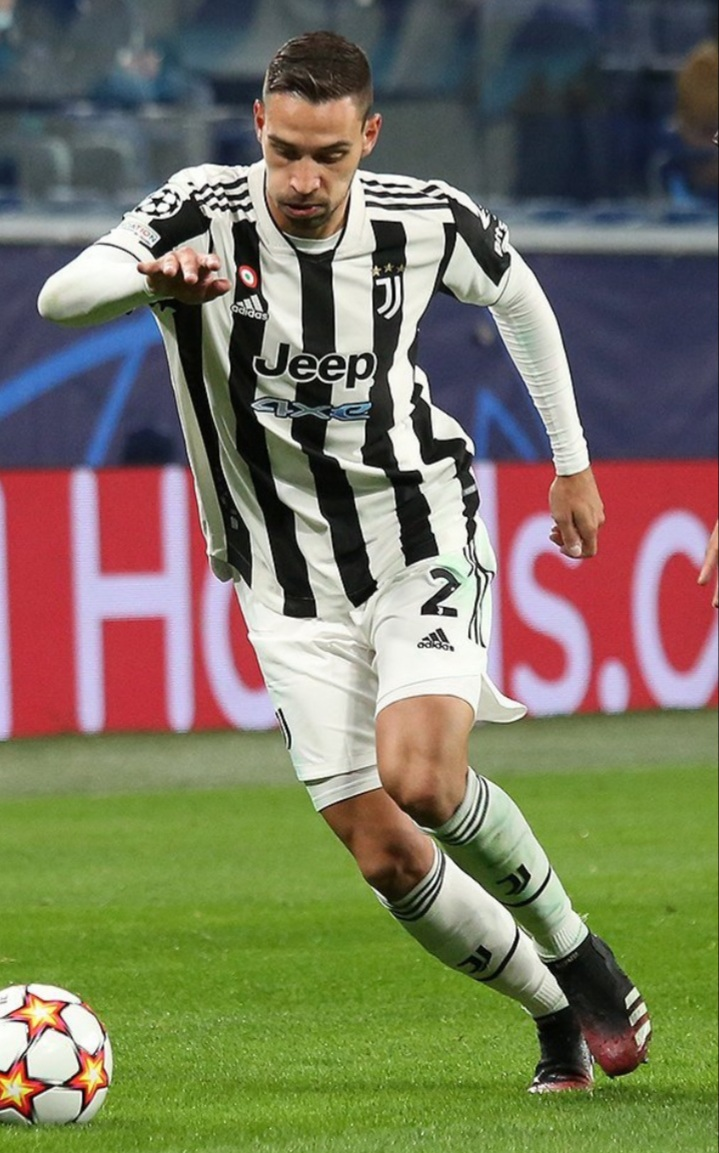
De Sciglio jugando un partido para la Juventus de Turín en el año 2021.

Nativo de Milán, empezó a jugar al fútbol cuando era niño en el Santa Chiara e San Francesco en el municipio de Rozzano. En 2001, fue movido al equipo amateur del Cimiano. A los 10 años, se unió a los equipos juveniles del A. C. Milan donde estuvo nueve años. En 2010, con el equipo sub-20, ganó la Copa Italia Primavera la cual el Milan no conseguía desde hacía veinte años. Al inicio de la temporada 2011-12, fue incluido en el primer equipo por el entrenador Massimiliano Allegri. Hizo su debut profesional el 28 de septiembre de 2011, entrando como sustituto en un partido de fase de grupos de la Liga de Campeones de la UEFA ante el Viktoria Pilsen que acabó con victoria por 2-0 para el Milan.
El 6 de diciembre jugó su primer partido como titular ante el mismo equipo. El partido acabó empate a 2. Cuatro meses después, hizo su debut en la Serie A jugando como titular ante el ChievoVerona. El partido acabó con victoria del Milan por 1-0. El mes siguiente, jugó su primer derbi de Milán ante el Inter, sustituyendo al lesionado Daniele Bonera en la mitad de la primera parte en un partido en el que perdieron 4-2. Para la temporada 2012-13, se le asignó el dorsal número 2 y dijo que era muy importante para él llevar ese número por los jugadores Mauro Tassotti y Cafú.

## Selección nacional
Ha sido internacional con la selección de fútbol de Italia en 40 ocasiones. Debutó el 21 de marzo de 2013, en un encuentro amistoso ante la selección de Brasil que finalizó con marcador de 2-2. El 13 de mayo de 2014 el entrenador de la selección italiana, Cesare Prandelli, lo incluyó en la nómina preliminar de 30 jugadores convocados para la Copa Mundial de Fútbol de 2014. Fue confirmado en la lista definitiva de 23 jugadores el 1 de junio.

### Participaciones en Copas del Mundo
| Mundial                        | Sede   | Resultado    | Partidos | Goles |
| ------------------------------ | ------ | ------------ | -------- | ----- |
| Copa Mundial de Fútbol de 2014 | Brasil | Primera fase | 1        | 0     |

### Participaciones en Eurocopas
| Eurocopa      | Sede    | Resultado        | Partidos | Goles |
| ------------- | ------- | ---------------- | -------- | ----- |
| Eurocopa 2016 | Francia | Cuartos de final | 4        | 0     |

### Participaciones en Copas FIFA Confederaciones
| Copa                      | Sede   | Resultado     | Partidos | Goles |
| ------------------------- | ------ | ------------- | -------- | ----- |
| Copa Confederaciones 2013 | Brasil | Tercer puesto | 4        | 0     |

## Estadísticas

### Clubes
Actualizado al último partido disputado el 24 de abril de 2025.
| Club | Temporada     | Liga  | Liga  | Copas nacionales(1) | Copas nacionales(1) | Copas internacionales(2) | Copas internacionales(2) | Total | Total |
| Club | Temporada     | Part. | Goles | Part.               | Goles               | Part.                    | Goles                    | Part. | Goles |
| --- | ------------- | ----- | ----- | ------------------- | ------------------- | ------------------------ | ------------------------ | ----- | ----- |
| A. C. Milan · Italia | 2011-12       | 3     | 0     | 0                   | 0                   | 2                        | 0                        | 5     | 0     |
| A. C. Milan · Italia | 2012-13       | 27    | 0     | 1                   | 0                   | 5                        | 0                        | 33    | 0     |
| A. C. Milan · Italia | 2013-14       | 16    | 0     | 2                   | 0                   | 3                        | 0                        | 21    | 0     |
| A. C. Milan · Italia | 2014-15       | 17    | 0     | 1                   | 0                   | —                        | —                        | 18    | 0     |
| A. C. Milan · Italia | 2015-16       | 22    | 0     | 7                   | 0                   | —                        | —                        | 29    | 0     |
| A. C. Milan · Italia | 2016-17       | 25    | 0     | 2                   | 0                   | —                        | —                        | 27    | 0     |
| A. C. Milan · Italia | Total club    | 110   | 0     | 13                  | 0                   | 10                       | 0                        | 133   | 0     |
| Juventus F. C. · Italia | 2017-18       | 12    | 1     | 2                   | 0                   | 6                        | 0                        | 20    | 1     |
| Juventus F. C. · Italia | 2018-19       | 22    | 0     | 2                   | 0                   | 4                        | 0                        | 28    | 0     |
| Juventus F. C. · Italia | 2019-20       | 9     | 0     | 2                   | 0                   | 2                        | 0                        | 13    | 0     |
| Juventus F. C. · Italia | 2020-21       | 1     | 0     | 0                   | 0                   | 0                        | 0                        | 1     | 0     |
| Olympique de Lyon Francia | 2020-21       | 29    | 0     | 4                   | 0                   | —                        | —                        | 33    | 0     |
| Olympique de Lyon Francia | Total club    | 29    | 0     | 4                   | 0                   | 0                        | 0                        | 33    | 0     |
| Juventus F. C. · Italia | 2021-22       | 20    | 1     | 5                   | 0                   | 4                        | 0                        | 29    | 1     |
| Juventus F. C. · Italia | 2022-23       | 17    | 0     | 2                   | 0                   | 6                        | 0                        | 25    | 0     |
| Juventus F. C. · Italia | 2023-24       | 1     | 0     | 0                   | 0                   | —                        | —                        | 1     | 0     |
| Juventus F. C. · Italia | Total club    | 82    | 2     | 13                  | 0                   | 22                       | 0                        | 117   | 2     |
| Empoli F. C. · Italia | 2024-25       | 16    | 1     | 3                   | 0                   | —                        | —                        | 19    | 1     |
| Empoli F. C. · Italia | Total club    | 16    | 1     | 3                   | 0                   | 0                        | 0                        | 19    | 1     |
| Total carrera | Total carrera | 237   | 3     | 33                  | 0                   | 32                       | 0                        | 302   | 3     |
| (1) Incluye Copa Italia, Supercopa de Italia y Copa de Francia. (2) Incluye Liga de Campeones de la UEFA y Liga Europa de la UEFA. |               |       |       |                     |                     |                          |                          |       |       |

### Selección nacional
| \| Fecha \| Ciudad \| Local \| Resultado \| Visitante \| Competencia \| Goles \| \| ---------- \| ----------------- \| ------------- \| --------- \| ------------ \| ------------------------------ \| ----- \| \| 21-03-2013 \| Ginebra \| Italia \| 2:2 \| Brasil \| Amistoso \| 0 \| \| 26-03-2013 \| Ta' Qali \| Malta \| 0:2 \| Italia \| Clasificación Eurocopa 2016 \| 0 \| \| 31-05-2013 \| Bolonia \| Italia \| 4:0 \| San Marino \| Amistoso \| 0 \| \| 11-06-2013 \| Río de Janeiro \| Haití \| 2:2 \| Italia \| Amistoso \| 0 \| \| 16-06-2013 \| Río de Janeiro \| México \| 1:2 \| Italia \| Copa Confederaciones 2013 \| 0 \| \| 19-06-2014 \| Recife \| Italia \| 4:3 \| Japón \| Copa Confederaciones 2013 \| 0 \| \| 22-06-2013 \| Salvador de Bahía \| Italia \| 2:4 \| Brasil \| Copa Confederaciones 2013 \| 0 \| \| 30-06-2013 \| Salvador de Bahía \| Uruguay \| 2:2 \| Italia \| Copa Confederaciones 2013 \| 0 \| \| 05-03-2014 \| Madrid \| España \| 1:0 \| Italia \| Amistoso \| 0 \| \| 31-05-2014 \| Londres \| Irlanda \| 0:0 \| Italia \| Amistoso \| 0 \| \| 04-06-2014 \| Perugia \| Italia \| 1:1 \| Luxemburgo \| Amistoso \| 0 \| \| 24-06-2014 \| Natal \| Italia \| 0:1 \| Uruguay \| Copa Mundial de Fútbol de 2014 \| 0 \| \| 04-09-2014 \| Bari \| Italia \| 2:0 \| Países Bajos \| Amistoso \| 0 \| \| 09-09-2014 \| Oslo \| Noruega \| 0:2 \| Italia \| Clasificación Eurocopa 2016 \| 0 \| \| 10-10-2014 \| Palermo \| Italia \| 2:1 \| Azerbaiyán \| Clasificación Eurocopa 2016 \| 0 \| \| 16-11-2014 \| Milán \| Italia \| 1:1 \| Croacia \| Clasificación Eurocopa 2016 \| 0 \| \| 12-06-2015 \| Split \| Croacia \| 1:1 \| Italia \| Clasificación Eurocopa 2016 \| 0 \| \| 16-06-2015 \| Ginebra \| Italia \| 0:1 \| Portugal \| Amistoso \| 0 \| \| 06-09-2015 \| Palermo \| Italia \| 1:0 \| Bulgaria \| Clasificación Eurocopa 2016 \| 0 \| \| 10-10-2015 \| Bakú \| Azerbaiyán \| 1:3 \| Italia \| Clasificación Eurocopa 2016 \| 0 \| \| 13-10-2015 \| Roma \| Italia \| 2:1 \| Noruega \| Clasificación Eurocopa 2016 \| 0 \| \| 13-11-2015 \| Bruselas \| Bélgica \| 3:1 \| Italia \| Amistoso \| 0 \| \| 13-06-2016 \| Lyon \| Bélgica \| 0:2 \| Italia \| Eurocopa 2016 \| 0 \| \| 22-06-2016 \| Lille \| Italia \| 0:1 \| Irlanda \| Eurocopa 2016 \| 0 \| \| 27-06-2016 \| Saint-Denis \| Italia \| 2:0 \| España \| Eurocopa 2016 \| 0 \| \| 02-07-2016 \| Burdeos \| Alemania \| 1:1 \| Italia \| Eurocopa 2016 \| 0 \| \| 01-09-2016 \| Bari \| Italia \| 1:3 \| Francia \| Amistoso \| 0 \| \| 06-10-2016 \| Turín \| Italia \| 1:1 \| España \| Clasificación Mundial 2018 \| 0 \| \| 09-10-2016 \| Skopie \| Macedonia \| 2:3 \| Italia \| Clasificación Mundial 2018 \| 0 \| \| 12-11-2016 \| Vaduz \| Liechtenstein \| 0:4 \| Italia \| Clasificación Mundial 2018 \| 0 \| \| 24-03-2017 \| Palermo \| Italia \| 2:0 \| Albania \| Clasificación Mundial 2018 \| 0 \| \| Total \| \| Presencias \| 31 \| \| Goles \| 0 \| |                   |               |           |              |                                |       |
| Fecha | Ciudad            | Local         | Resultado | Visitante    | Competencia                    | Goles |
| 21-03-2013 | Ginebra           | Italia        | 2:2       | Brasil       | Amistoso                       | 0     |
| 26-03-2013 | Ta' Qali          | Malta         | 0:2       | Italia       | Clasificación Eurocopa 2016    | 0     |
| 31-05-2013 | Bolonia           | Italia        | 4:0       | San Marino   | Amistoso                       | 0     |
| 11-06-2013 | Río de Janeiro    | Haití         | 2:2       | Italia       | Amistoso                       | 0     |
| 16-06-2013 | Río de Janeiro    | México        | 1:2       | Italia       | Copa Confederaciones 2013      | 0     |
| 19-06-2014 | Recife            | Italia        | 4:3       | Japón        | Copa Confederaciones 2013      | 0     |
| 22-06-2013 | Salvador de Bahía | Italia        | 2:4       | Brasil       | Copa Confederaciones 2013      | 0     |
| 30-06-2013 | Salvador de Bahía | Uruguay       | 2:2       | Italia       | Copa Confederaciones 2013      | 0     |
| 05-03-2014 | Madrid            | España        | 1:0       | Italia       | Amistoso                       | 0     |
| 31-05-2014 | Londres           | Irlanda       | 0:0       | Italia       | Amistoso                       | 0     |
| 04-06-2014 | Perugia           | Italia        | 1:1       | Luxemburgo   | Amistoso                       | 0     |
| 24-06-2014 | Natal             | Italia        | 0:1       | Uruguay      | Copa Mundial de Fútbol de 2014 | 0     |
| 04-09-2014 | Bari              | Italia        | 2:0       | Países Bajos | Amistoso                       | 0     |
| 09-09-2014 | Oslo              | Noruega       | 0:2       | Italia       | Clasificación Eurocopa 2016    | 0     |
| 10-10-2014 | Palermo           | Italia        | 2:1       | Azerbaiyán   | Clasificación Eurocopa 2016    | 0     |
| 16-11-2014 | Milán             | Italia        | 1:1       | Croacia      | Clasificación Eurocopa 2016    | 0     |
| 12-06-2015 | Split             | Croacia       | 1:1       | Italia       | Clasificación Eurocopa 2016    | 0     |
| 16-06-2015 | Ginebra           | Italia        | 0:1       | Portugal     | Amistoso                       | 0     |
| 06-09-2015 | Palermo           | Italia        | 1:0       | Bulgaria     | Clasificación Eurocopa 2016    | 0     |
| 10-10-2015 | Bakú              | Azerbaiyán    | 1:3       | Italia       | Clasificación Eurocopa 2016    | 0     |
| 13-10-2015 | Roma              | Italia        | 2:1       | Noruega      | Clasificación Eurocopa 2016    | 0     |
| 13-11-2015 | Bruselas          | Bélgica       | 3:1       | Italia       | Amistoso                       | 0     |
| 13-06-2016 | Lyon              | Bélgica       | 0:2       | Italia       | Eurocopa 2016                  | 0     |
| 22-06-2016 | Lille             | Italia        | 0:1       | Irlanda      | Eurocopa 2016                  | 0     |
| 27-06-2016 | Saint-Denis       | Italia        | 2:0       | España       | Eurocopa 2016                  | 0     |
| 02-07-2016 | Burdeos           | Alemania      | 1:1       | Italia       | Eurocopa 2016                  | 0     |
| 01-09-2016 | Bari              | Italia        | 1:3       | Francia      | Amistoso                       | 0     |
| 06-10-2016 | Turín             | Italia        | 1:1       | España       | Clasificación Mundial 2018     | 0     |
| 09-10-2016 | Skopie            | Macedonia     | 2:3       | Italia       | Clasificación Mundial 2018     | 0     |
| 12-11-2016 | Vaduz             | Liechtenstein | 0:4       | Italia       | Clasificación Mundial 2018     | 0     |
| 24-03-2017 | Palermo           | Italia        | 2:0       | Albania      | Clasificación Mundial 2018     | 0     |
| Total |                   | Presencias    | 31        |              | Goles                          | 0     |

### Resumen estadístico
| Competición           | Partidos | Goles |
| --------------------- | -------- | ----- |
| Liga                  | 153      | 1     |
| Copas nacionales      | 19       | 0     |
| Copas internacionales | 22       | 0     |
| Selección de Italia   | 38       | 0     |
| Total                 | 232      | 1     |

## Palmarés

### Campeonatos nacionales
| Título              | Club           | Sede   | Año     |
| ------------------- | -------------- | ------ | ------- |
| Supercopa de Italia | A. C. Milan    | Pekín  | 2011    |
| Supercopa de Italia | A. C. Milan    | Doha   | 2016    |
| Copa Italia         | Juventus F. C. | Italia | 2017-18 |
| Serie A             | Juventus F. C. | Italia | 2017-18 |
| Supercopa de Italia | Juventus F. C. | Yeda   | 2018    |
| Serie A             | Juventus F. C. | Italia | 2018-19 |
| Serie A             | Juventus F. C. | Italia | 2019-20 |
| Copa Italia         | Juventus F. C. | Italia | 2023-24 |

### Distinciones individuales
| Distinción                 | Año  |
| -------------------------- | ---- |
| Equipo Ideal de la Serie A | 2013 |